# AV-20
La AV-20, antes denominada A-51, circunvala la ciudad de Ávila, desde la AP-51 Conexión Ávila hasta la  N-110  sentido Barco de Ávila.

## Nomenclatura
La AV-20 es el resultado del desdoblamiento de la N-110. Las letras AV significan que es una autovía perteneciente a la ciudad de Ávila, y el 20 es el número que se le ha asignado según el orden de circunvalaciones de la ciudad. En este caso, es la segunda circunvalación.

## Historia
Tras la construcción de la variante de Ávila en la N-110 y la AP-51 Conexión Ávila, el Ministerio de Fomento llevó a cabo el desdoblamiento de esta N-110, en su tramo Circunvalación de Ávila, y así enlazar mediante autovía las carreteras AP-51, N-403 y A-50. En el año 2006, se hizo realidad esta autovía. 

## Tramos
| Denominación | Tramo                                                                  | Kilómetros | Año servicio                                |
| ------------ | ---------------------------------------------------------------------- | ---------- | ------------------------------------------- |
| AV-20        | Circunvalación Norte de Ávila Tramo: Vicolozano - Pol. Ind. la Colilla | 10,1       | Primera calzada: 1998 Segunda calzada: 2006 |

## Recorrido
| Velocidad | Esquema | Salida                                            | Sentido Barco de Ávila (descendente)                     | Sentido Villacastín (ascendente)             | Carretera   | Notas |
| --------- | ------- | ------------------------------------------------- | -------------------------------------------------------- | -------------------------------------------- | ----------- | ----- |
|           |         |                                                   |                                                          | AP-6 Madrid La Coruña                        | AP-51       |       |
|           |         | 104                                               | Vicolozano - Villacastín Segovia - Madrid                | Vicolozano - Villacastín Segovia - Madrid    | N-110       |       |
|           |         |                                                   | Inicio de la autovía AV-20 Circunvalación de Ávila       | Fin de la AV-20 Circunvalación de Ávila      | AV-20       |       |
|           |         | 0-1 (antiguas 105-106)                            | Ávila centro comercial hospital                          | Ávila centro comercial hospital              |             |       |
|           |         | 3-4 (antiguas 108-109)                            | Ávila Valladolid                                         | Ávila Valladolid                             | N-403       |       |
|           |         | 6-7 (antiguas 111-112) 7A-7B (antiguas 112A-112B) | Ávila Salamanca                                          | Ávila Salamanca                              | A-50        |       |
|           |         | 8-9 (antiguas 113-114)                            | Ávila Toledo                                             | Ávila Toledo                                 | N-403       |       |
|           |         |                                                   | Fin de la AV-20 Circunvalación de Ávila                  | Comienzo de la AV-20 Circunvalación de Ávila | AV-20       |       |
|           |         |                                                   | Piedrahíta - Plasencia Solosancho - Talavera de la Reina |                                              | N-110 N-502 |       |

## Proyectos relacionados con la A-51
El 18 de diciembre de 2008 se ha aprobado la ampliación de la autovía A-51 desdoblando la actual AV-20 desde Ávila, hasta la intersección con la N-502. Esta ampliación son de 4 kilómetros, pasado Ávila, sentido Barco de Ávila. Con la crisis del año 2010, se caducaron este proyecto y tiene que actualizar el nuevo proyecto.
En el futuro se proyecta construir un tramo de la autovía A-51 comprendido entre Santo Tomé del Puerto (Enlace A-1) y Segovia. Había pasado el estudio informativo, pero no hay avance de este proyecto. Más tarde se prolongaría, por un lado, hasta San Esteban de Gormaz, y por el otro, hasta Plasencia.
El 30 de octubre de 2023, ha licitado la redacción del proyecto de la autovía A-51, un tramo de 4 kilómetros desde la final de la circunvalación AV-20 hasta la bifurcación de las dos carreteras nacionales N-502 y N-110. Éste proyecto es la nueva actualización del proyecto anterior ya caducado. El 3 de julio de 2024, ha sido adjudicado el proyecto. Y finalmente ha sido formalizado el contrato de la redacción de proyecto, el 21 de agosto de 2024, con una duración de 36 meses.